# Phryneta spinator
Phryneta spinator är en skalbaggsart som först beskrevs av Fabricius 1793.  Phryneta spinator ingår i släktet Phryneta och familjen långhorningar.
Artens utbredningsområde är:
- Angola.
- Benin.
- Burundi.
- Ghana.
- Kenya.
- Liberia.
- Malawi.
- Moçambique.
- Niger.
- Rwanda.
- Senegal.
- Togo.
- Zimbabwe.

Inga underarter finns listade i Catalogue of Life.